# أسد أباد (مشيز بردسير)
أسد أباد (بالفارسية: اسدآباد) هي قرية تقع في إيران في البلدة المركزية.